# Bugatti La Voiture Noire
El Bugatti La Voiture Noire es un hiperdeportivo de lujo producido por el fabricante de automóviles francés Bugatti. Es un ejemplar único, una primicia mundial presentada en el Salón del Automóvil de Ginebra de 2019 como uno de los automóviles más caros del mundo llegando a un precio de 16,1 millones de euros. Fue creado para celebrar los 110 años desde que Ettore Bugatti fundó la marca en 1909.

## Historia
La Voiture Noire representa un homenaje al Type 57 SC Atlantic, diseñado por Jean Bugatti (hijo de Ettore Bugatti), y del que solo se produjeron cuatro unidades entre 1936 y 1938, de las que tres fueron vendidas a particulares. El primer coche, originalmente gris azulado, identificado con el número de chasis 57 374 y conocido como "Rothschild Atlantic", fue comprado por el banquero británico Victor Rothschild. El tercer automóvil construido, el "Holzschuh Atlantic", con el número de chasis 57 473, fue entregado al coleccionista francés Jacques Holzschuh en octubre de 1936. El segundo propietario murió en un accidente en un paso a nivel, en el que el automóvil quedó prácticamente destruido por completo. Décadas más tarde se sometió a una compleja restauración, aunque el motor no se pudo recuperar. El último Atlantic producido, el "Pope Atlantic", con el número de identificación 57 591, se completó en mayo de 1938 y tuvo al multimillonario británico Briton R. B. Pope como primer propietario. Este automóvil pertenece actualmente al diseñador estadounidense Ralph Lauren.

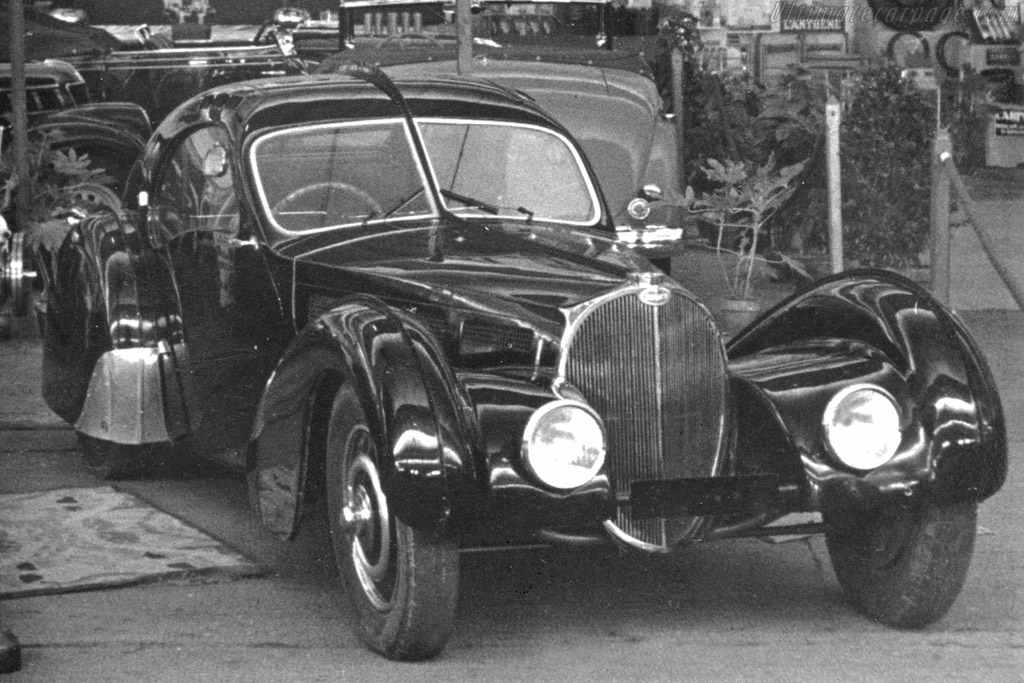
La Voiture Noire de 1937

La cuarta unidad, la segunda según el orden de producción, con el número de chasis 57 453, fue "La Voiture Noire" (El Automóvil Negro en francés), el auto personal de Jean, que lo usó como modelo para fotos publicitarias y en algunas exhibiciones. Solo él y algunos de sus amigos cercanos, principalmente pilotos de Bugatti, tuvieron el honor de sentarse al volante de este coche. En 1940, en un intento de protegerlo de la agitación provocada por la Segunda Guerra Mundial, fue enviado desde Molsheim a Burdeos a bordo de un tren que nunca llegó a su destino, y nunca se ha vuelto a ver desde entonces. Este automóvil es una de las leyendas de Bugatti, y su desaparición es uno de los mayores misterios en la historia del automóvil. Según los expertos, si se encontrara podría tener un valor de unos 100 millones de euros.
El Type 57 SC Altantic fue construido a mano, con una atención obsesiva por los detalles, desde los interiores refinados hasta la carrocería en forma de gota, fruto del trasvase de conceptos entre el art déco y la industria aeronáutica. Por su rendimiento, es considerado el primer superdeportivo de lujo de la historia. Con "La Voiture Noire" de 2019, Bugatti quería llevar la velocidad, la tecnología, el lujo y el estilo de un ícono a una nueva era. Se trata de un cupé que combina la comodidad de una limusina con el rendimiento de un hipercoche. Representa un homenaje a la historia del fabricante de automóviles francés, un manifiesto de su estética y una pieza de alta costura automotriz.

## Estilo

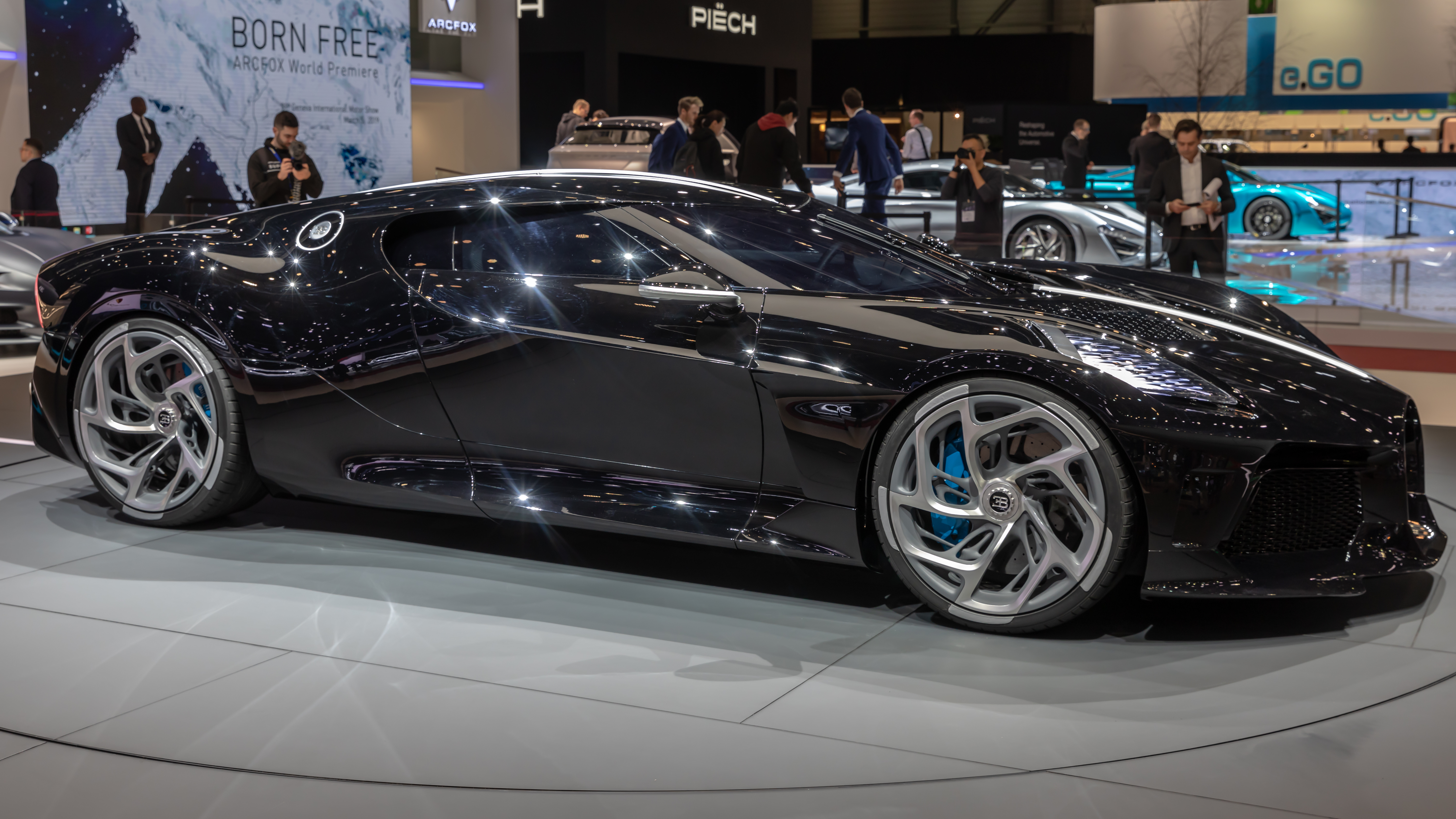
Bugatti La Voiture Noire en el Salón del Automóvil de Ginebra 2019

Fue diseñado por la mano del director de diseño de Bugatti, Étienne Salomé, quien, inspirado en la obra maestra de la Jaek Bugatti, revisó estéticamente el Bugatti Chiron sin cambiar su plataforma mecánica.
El frente alargado es similar al del Divo, con su característico faldón inferior, pero sin precedentes en cuanto a los faros y las aperturas de ventilación en el capó. El frontal sobresaliente se funde con la apertura pronunciada del radiador en forma de herradura, sin lugar a dudas Bugatti. Los costados son extremadamente limpios, con una reinterpretación de la "Línea C" más suave y conectada con el techo que enmarca el parabrisas y las ventanas laterales, rediseñadas sin ningún soporte vertical visible. Desde la parte delantera hasta la cola, una aleta central de aluminio reproduce el elemento estilístico más particular del Atlántico, incluso si en este caso no es tan funcional como sucedió en el vehículo de la década de 1930, en el que la mitad izquierda y la derecha de la carrocería estaban remachados a lo largo de este elemento en particular. La parte trasera ha sido totalmente rediseñada, con un solo LED curvo para los grupos ópticos, denominado por el diseñador "Kiss Goodbye", una cubierta integral que oculta el motor W16, el alerón trasero activo y los seis tubos de escape característicos. Un rótulo con la palabra Bugatti escrita en mayúsculas queda integrado por encima de la matrícula. La carrocería totalmente en fibra de carbono está confeccionada a mano y pintada en color Deep Black Gloss. Así mismo, las llantas de aleación tienen un diseño especial.
Los interiores se basan en los del Chiron, pero están hechos a medida.

## Características técnicas
La Voiture Noire utiliza el mismo motor de cuádruple turbo W16 que el Chiron. Tiene una cilindrada de 7993 cm³, una potencia de 1500 HP (1103 kW ) y 1600 Nm de par motor.

## Reconocimientos
- El 26 de mayo de 2019, el Bugatti La Voiture Noire fue recompensado con los votos del público del Concurso de elegancia Villa d'Este como el mejor diseño conceptual del año, recibiendo así el Premio de Diseño Villa d'Este 2019.[5]